# The Best of Jimmy Reed
The Best of Jimmy Reed — збірка пісень американського блюзового музиканта Джиммі Ріда, випущена у 1961 році лейблом Vee-Jay.

## Про альбом
Ця збірка вийшла у 1961 році і включає 12 пісень, записаних Джиммі Рідом з 1954 по 1961 роки на лейблі Vee-Jay. У більшості записів Ріду акомпанують дружина Мері Лі «Мама» Рід (бек-вокал), гітаристи Едді Тейлор, Вільям «Лефті» Бейтс і ударник Ерл Філліпс; на двох піснях зіграв на ударних Альберт Кінг. Альбом містить найкращі пісні і найбільші хіти Ріда, зокрема «Baby What You Want Me to Do», «You Don't Have to Go», «Honest I Do», «You Got Me Dizzy», «Big Boss Man» (в записі якого Віллі Діксон зіграв на контрабасі), «Take Out Some Insurance» і «Ain't That Lovin' Baby».

## Реакція критиків
Оглядач AllMusic Білл Даль поставив альбому The Best of Jimmy Reed оцінку 4,5 з 5, написавши, що «це ще один старий альбом, повний найкращих і найвпливовіших пісень Ріда, який важко перевершити.».

## Список композицій
1. «Baby What You Want Me to Do» (Джиммі Рід) — 2:27
2. «You Don't Have to Go» (Джиммі Рід) — 3:04
3. «Hush-Hush» (Джиммі Рід) — 2:38
4. «Found Love» (Джиммі Рід) — 2:19
5. «Honest I Do» (Джиммі Рід) — 2:40
6. «You Got Me Dizzy» (Джиммі Рід) — 2:53
7. «Big Boss Man» (Ел Сміт, Лютер Діксон) — 2:50
8. «Take Out Some Insurance» (Джессі Стоун) — 2:23
9. «Boogie in the Dark» (Джиммі Рід) — 2:34
10. «Going to New York» (Джиммі Рід) — 2:18
11. «Ain't That Lovin' Baby» (Джиммі Рід) — 2:35
12. «The Sun Is Shining» (Джиммі Рід) — 3:07

## Учасники запису
- Джиммі Рід — вокал, гітара, губна гармоніка
- Мері «Мама» Рід — бек-вокал (1, 7)
- Едді Тейлор (1—12), Вільям «Лефті» Бейтс (1, 4, 7, 8), Філіп Апчерч (3), Ремо Бйонді (5, 10) — гітара
- Маркус Джонсон (1), Віллі Діксон (7) — контрабас
- Ерл Філліпс (1, 3—8, 10, 12), Альберт Кінг (2, 9), Вернел Фурньє (11) — ударні